# Хагения
Хагения (лат. Hagenia) — монотипный род из семейства Розовые. Единственный вид — Хагения абиссинская (лат. Hagenia abyssinica), произрастающий в горах Эфиопии и тропической Восточной Африки.

## Биологическое описание
Это двудомные деревья с очередными непарноперистыми листьями. Цветки мелкие, собранные в крупные многоцветковые густые метёлки.

## Химический состав
Женские цветки содержат смесь производных флороглюцина с масляной кислотой, называемых косинами. В них также содержатся дубильные вещества, эфирное масло и смолистые вещества.

## Использование
Порошок или экстракт женских цветков применяется как противоглистное средство против ленточных глистов.